# Alzati la gonna
Alzati la gonna è il secondo album solista della Steve Rogers Band, il primo senza il contributo di Vasco Rossi (che il gruppo aveva accompagnato in tour e nelle varie esibizioni), pubblicato nel 1988.
Con questo album la rock band ottiene un successo di vendite che la porterà in giro per tutta l'Italia in tour partecipando a numerosi programmi televisivi come Via Teulada 66 e Festivalbar vincendo numerosi premi a livello nazionale, come un Telegatto quale "Migliore gruppo dell'anno". L'album vende circa 100 000 copie.

## Registrazione
L'album fu registrato tra il 1987 e il 1988, alternandosi tra Bologna e Modena, dopo esser stati in tour con Vasco Rossi; la band aveva deciso che era il momento giusto e opportuno per farsi conoscere al pubblico italiano, e dopo aver pubblicato nel 1982, il 45 giri Neve Nera/Prendi e scappa e nel 1986 il loro primo album solista I duri non ballano, si staccano ufficialmente da Vasco portandosi con sé il produttore Guido Elmi che li mise sotto contratto con la CBS.
Dopo la registrazione, il batterista Daniele Tedeschi abbandona la band, tornando a suonare con Vasco, venendo sostituito da Beppe Leoncini.

## Brani dell'album
Il brano d'apertura che prende il titolo omonimo dell'album fu il tormentone dell'estate 1988, riscosse un grande successo stazionando al primo posto della Hit Parade italiana e fu presentata nello stesso anno al Festivalbar. Dal brano è stato ricavato un videoclip dove la band si alternava suonando in uno scantinato di un appartamento e nel corteggiare una donna, tutto quanto interrotto da un coinquilino che cerca di staccare i cavi dell'amplificatore, addirittura mangiandoli, esiste anche una versione inglese del brano, dal nome di Isn't it be good.
Il secondo brano Bambolina fu corredato anche questa volta da un videoclip dove la protagonista era una giovanissima Yvonne Sciò. Angeli senza le ali, Ma che bella città, Voglio vederti piangere, Storie inutili, Dormi sola (non ti scalderò), Caro amico, Tragitto di un ferroviere all'alba in bicicletta... da Concordia a Reggio Emilia in novembre furono gli altri brani dell'album di cui alcuni furono eseguiti in playback alla trasmissione di Loretta Goggi, Via Teulada 66, trasmessa verso mezzogiorno da Raiuno. L'ultimo brano ha la particolarità di essere interamente strumentale, e fu composto esclusivamente da Maurizio Solieri anche per il fatto che nel titolo c'è il suo paese di nascita.

## Tracce
1. Alzati la gonna (Massimo Riva, Maurizio Solieri)
2. Bambolina (Massimo Riva, Maurizio Solieri)
3. Angeli senza le ali (Massimo Riva)
4. Ma che bella città (Massimo Riva, Maurizio Solieri)
5. Voglio vederti piangere (Massimo Riva)
6. Storie inutili (Massimo Riva, Enrico Righi, Maurizio Solieri)
7. Dormi sola (non ti scalderò) (Massimo Riva, Maurizio Solieri)
8. Caro amico (Massimo Riva, Enrico Righi, Maurizio Solieri)
9. Tragitto di un ferroviere all'alba in bicicletta... da Concordia a Reggio Emilia in novembre (Maurizio Solieri)

## Formazione
- Massimo Riva: voce, chitarra ritmica
- Maurizio Solieri: chitarra solista
- Claudio Golinelli: basso, cori
- Daniele Tedeschi: batteria
- Mimmo Camporeale: tastiere

Altri musicisti
- Lele Melotti: batteria in Bambolina e Voglio vederti piangere
- Rudy Trevisi: sax, tastiera

## Singoli
Dall'album viene estratto il 45 giri Alzati la gonna/Ma che bella città (CBS Records, 1988)